# Paroisse de Peel
Pour les articles homonymes, voir Peel.
La paroisse de Peel est à la fois une paroisse civile et un ancien district de services locaux (DSL) canadien du comté de Carleton, située à l'ouest du Nouveau-Brunswick. Dans le cadre de la réforme de la gouvernance locale du 1er janvier 2023, le territoire du DSL a été réparti entre les villes de Carleton North et Hartland.

## Toponyme
Peel est probablement nommé ainsi en l'honneur de Jonathan Peel, alors ministre britannique de la Défense, ou en l'honneur de Sir Robert Peel (1788-1850), premier ministre britannique.

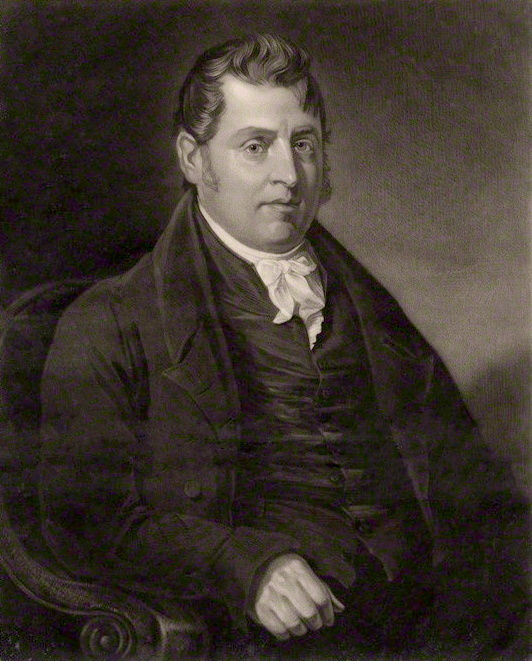
Jonathan Peel.
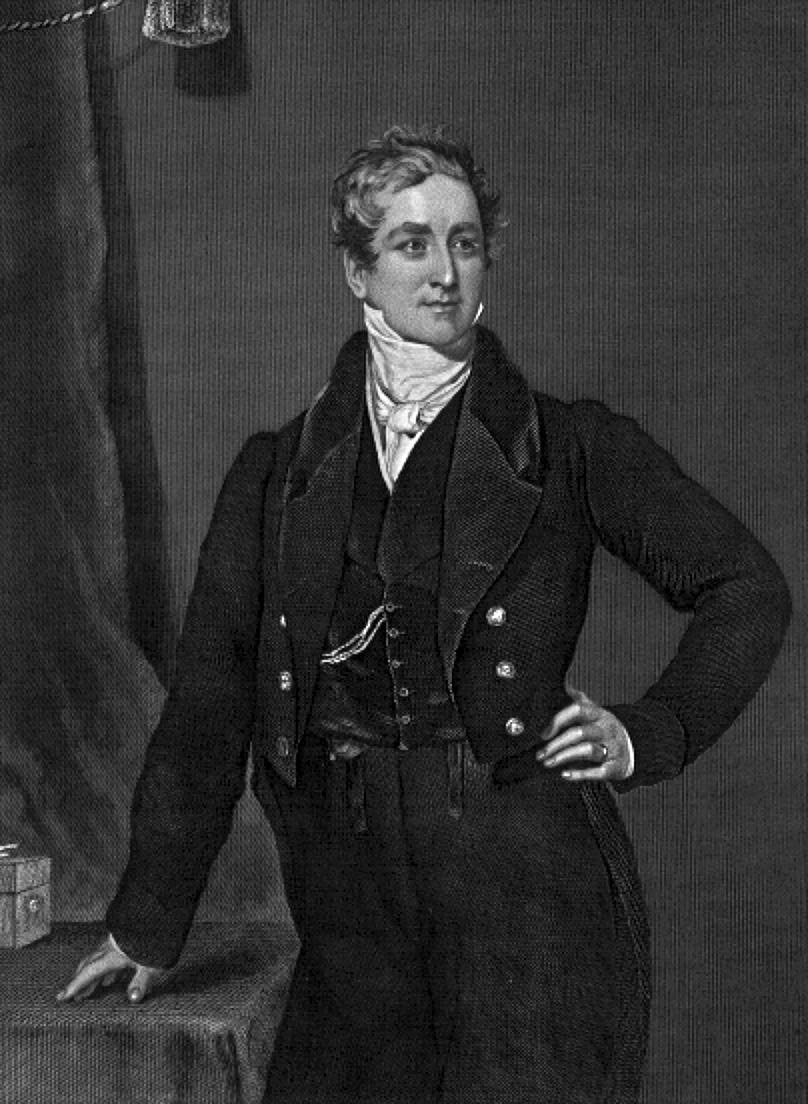
Robert Peel.

## Géographie

### Situation
La paroisse de Peel est située à 130 kilomètres de route au nord-ouest de Fredericton.
La paroisse est limitrophe de Florenceville-Bristol au nord-ouest, de la paroisse de Kent au nord, de la paroisse d'Aberdeen au nord-est et de la paroisse de Brighton à l'est et au sud. Au-delà du fleuve, à l'ouest, se trouve la paroisse de Simonds. Outre Florenceville-Bristol, la ville de Hartland se trouve à quelques kilomètres au sud.

### Topographie
La paroisse est située dans les Appalaches. Les principaux sommets sont le mont Oakland (320m), The Pinacle (308m) et le mont Carrs (230m).
Les chutes Stickney, situées directement au nord du village éponyme, ont une hauteur de 2,5 mètres.

### Villages et hameaux
La paroisse comprend les hameaux de Hale, Jericho, Lansdowne, Mount Pleasant, Oakland, Peel, Riverbank, South Gordonsville et Stickney. Esdraelon est séparé entre la paroisse d'Aberdeen, la paroisse de Brighton et la paroisse de Peel. Bannon est séparé avec la paroisse de Brighton.

## Histoire

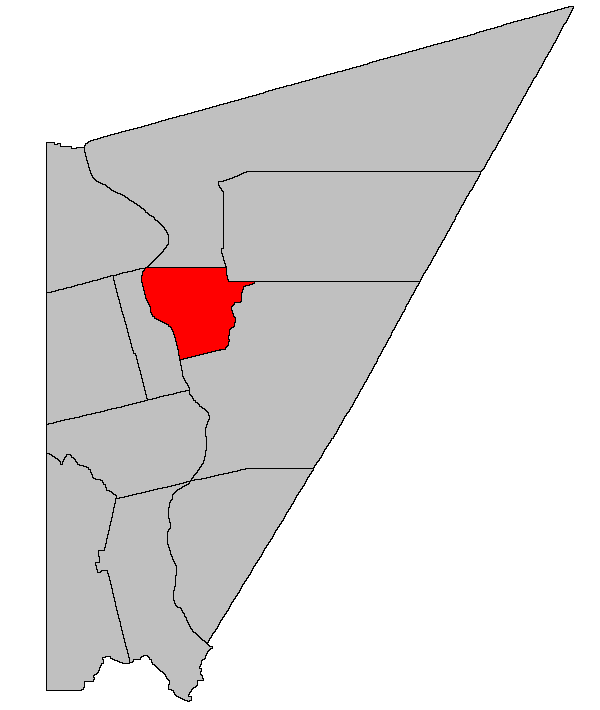
Situation sur une carte des paroisses civiles du comté de Carleton (certains DSL et municipalités ne sont donc pas montrés).

Le territoire est colonisé le long du fleuve Saint-Laurent vers 1800 jusqu'en 1810, par des colons originaires du bas de la vallée, d'origine loyaliste ou de Nouvelle-Angleterre.
- 1803: Érection de la paroisse de Wakefield dans le comté d'York. Quelques soldats démobilisés s'installent en amont du territoire après 1817[4]. L'arrière-pays est colonisé par des gens habitants sur le rivage[4].
- 1833: Création du comté de Carleton à partir d'une portion du comté d'York, dont la paroisse de Wakefield. Création de la paroisse de Brighton à partir d'une portion de la paroisse de Wakefield. Création de la paroisse d'Aberdeen à partir de portions de la paroisse de Brighton et de la paroisse de Kent.
- 1859: Création de la paroisse de Peel à partir d'une portion de la paroisse de Brighton.

La municipalité du comté de Carleton est dissoute en 1966. La paroisse de Peel devient un district de services locaux en 1967.

## Démographie
(août 2016).
D'après le recensement de Statistique Canada, il y avait 1375 habitants en 2001, comparativement à 1286 en 1996, soit une hausse de 6,9 %. La paroisse compte 513 logements privés, a une superficie de 113,13 km2 et une densité de population de 12,2 habitants par kilomètre carré.
| 2001  | 2006  | 2011  | 2016  |
| ----- | ----- | ----- | ----- |
| 1 329 | 1 257 | 1 223 | 1 196 |

## Économie
Entreprise Carleton, membre du Réseau Entreprise, a la responsabilité du développement économique.

## Administration

### Commission de services régionaux
La paroisse de Peel fait partie de la Région 12, une commission de services régionaux (CSR) devant commencer officiellement ses activités le 1er janvier 2013. Contrairement aux municipalités, les DSL sont représentés au conseil par un nombre de représentants proportionnel à leur population et leur assiette fiscale. Ces représentants sont élus par les présidents des DSL mais sont nommés par le gouvernement s'il n'y a pas assez de présidents en fonction. Les services obligatoirement offerts par les CSR sont l'aménagement régional, l'aménagement local dans le cas des DSL, la gestion des déchets solides, la planification des mesures d'urgence ainsi que la collaboration en matière de services de police, la planification et le partage des coûts des infrastructures régionales de sport, de loisirs et de culture; d'autres services pourraient s'ajouter à cette liste.

### Représentation et tendances politiques
Nouveau-Brunswick: Peel fait partie de la circonscription provinciale de Carleton, qui est représentée à l'Assemblée législative du Nouveau-Brunswick par Dale Graham, du Parti progressiste-conservateur. Il fut élu en 1993 puis réélu depuis ce temps.
 Canada: Peel fait partie de la circonscription électorale fédérale de Tobique—Mactaquac, qui est représentée à la Chambre des communes du Canada par Michael Allen, du Parti conservateur. Il fut élu lors de la 39e élection générale, en 2006, et réélu en 2008.

## Vivre dans la paroisse de Peel
Le DSL est inclus dans le territoire du sous-district 8 du district scolaire Francophone Nord-Ouest. Les écoles francophones les plus proches sont à Grand-Sault. Cette ville compte aussi un campus du CCNB-Edmundston alors qu'il y a une université à Edmundston même.
Il y a un bureau de poste à Stickney. Le détachement de la Gendarmerie royale du Canada le plus proche est à Hartland.
Les anglophones bénéficient des quotidiens Telegraph-Journal, publié à Saint-Jean, et The Daily Gleaner, publié à Fredericton. Ils ont aussi accès au bi-hebdomadaire Bugle-Observer, publié à Woodstock. Les francophones ont accès par abonnement au quotidien L'Acadie nouvelle, publié à Caraquet, ainsi qu'à l'hebdomadaire L'Étoile, de Dieppe.

## Culture

### Personnalités
- Hugh John Flemming (1899 - 1982), premier ministre du Nouveau-Brunswick, né à Peel

### Architecture et monuments
Il reste plusieurs traces du passé industriel de Stickney, dont les ruines d'une tonnellerie, une cheminée industrielle ainsi qu'un barrage qui faisait fonctionner une scierie.